# Cuttin' Heads
Cuttin' Heads è un album discografico in studio del cantante statunitense John Mellencamp, pubblicato nel 2001. 

## Tracce
1. Cuttin' Heads – 5:03
2. Peaceful World – 4:05
3. Deep Blue Heart – 3:29
4. Crazy Island – 3:47
5. Just Like You – 4:04
6. The Same Way I Do – 3:20
7. Women Seem – 5:14
8. Worn Out Nervous Condition – 3:32
9. Shy – 3:25
10. In Our Lives – 4:03